# Guatteria longicuspis
Guatteria longicuspis är en kirimojaväxtart som beskrevs av Robert Elias Fries. Guatteria longicuspis ingår i släktet Guatteria och familjen kirimojaväxter. Inga underarter finns listade i Catalogue of Life.